# Aminoacid
Aminoacizii sunt compuși cu funcțiune mixtă (compuși care au grupe funcționale diferite în molecula lor) care conțin în molecula lor grupările -NH2 și -COOH. 

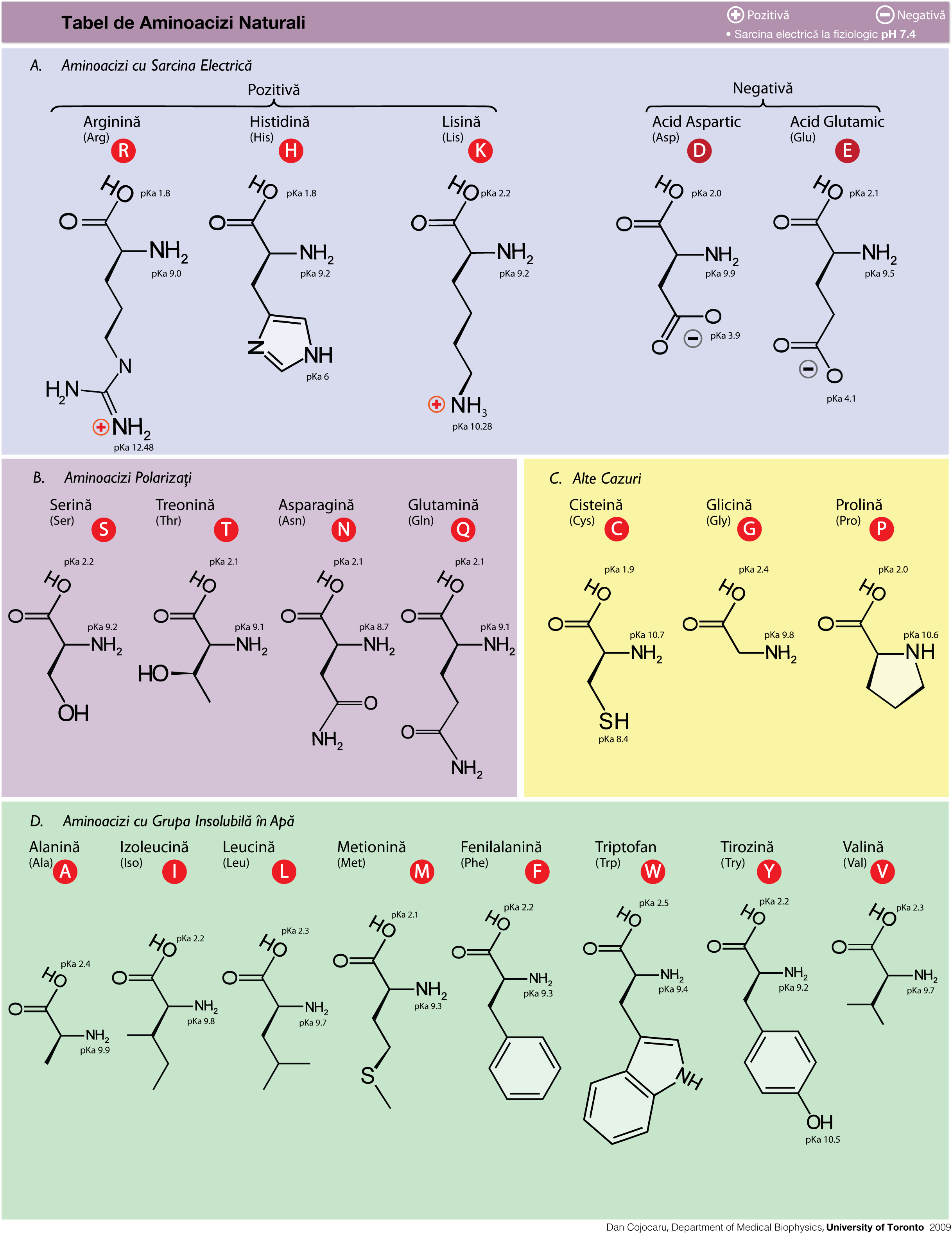
Table de Aminoacizi și pK_{a}.

Formula generală a aminoacizilor este: {\displaystyle {\begin{matrix}R-CH-&COOH\\|\quad &\\NH_{2}&\end{matrix}}}

## Nomenclatură
Aminoacizii se denumesc folosind cuvântul „acid“, urmat de „amino“ și numele acidului corespunzător. Prin prefixele „di“, „tri“ etc., se arată numărul de grupe amino și carboxil, iar poziția relativă a două grupe funcționale se precizează cu literele grecești
„α“, „β“, „γ“, „δ“, „ε“, în care acidul este α dacă grupările amino și carboxil se leagă de un același carbon, β dacă grupările amino și carboxil se leagă la atomi de carbon alăturați, iar, pe măsură ce crește distanța, se vor numi γ, δ, ε. În cazul compușilor aromatici, se folosesc prefixele „orto“, „meta“, „para“.
{\displaystyle {\begin{matrix}CH_{3}-&CH&-COOH\\&|\quad &\\&NH_{2}&\end{matrix}}}, acid α amino-propanoic
{\displaystyle {\begin{matrix}CH_{2}&-CH_{2}&-COOH\\|\quad &&\\NH_{2}&&\end{matrix}}}, acid β amino-propanoic

## Tipuri de aminoacizi naturali
Un aminoacid este natural dacă este alifatic și α. Există 20 de aminoacizi ce intră în componența proteinelor. Aceștia sunt: alanină, valină, leucină, izoleucină, prolină, triptofan, fenilalanină, metionină, glicocol, serină, treonină, tirozină, asparagină, glutamină, cisteină, acid aspartic, acid glutamic, arginină, lizină, histidină (acesta din urmă constituie un aminoacid esențial pentru copiii cu vârsta sub 1 an). Dintre aceștia, 8 sunt esențiali, adică nu pot fi produși de organismul uman și trebuie aduși din exterior, prin alimentație (valina, leucina, izoleucina, triptofanul, fenilalanina, metionina, lizina și treonina).

### După numărul grupelor carboxil și amino

#### Aminoacizi monoaminici și monocarboxilici
{\displaystyle {\begin{matrix}CH_{2}&-COOH\\|\quad &\\NH_{2}&\end{matrix}}}, acid amino-acetic (glicina, glicocol) 
{\displaystyle {\begin{matrix}CH_{3}-&CH&-COOH\\&|\quad &\\&NH_{2}&\end{matrix}}}, acid α-amino-propanoic (α-alanină) 
{\displaystyle {\begin{matrix}CH_{3}-&CH-&CH&-COOH\\&|\quad &|\quad &\\&CH_{3}&NH_{2}&\end{matrix}}}, acid α-amino-izovalerianic (valină) 

#### Aminoacizi monoaminici și dicarboxilici
{\displaystyle {\begin{matrix}HOOC-CH_{2}-&CH&-COOH\\&|\quad &\\&NH_{2}&\end{matrix}}}, acid aminosuccinic (acid asparagic)
{\displaystyle {\begin{matrix}HOOC-&CH&-CH_{2}-CH_{2}-COOH\\&|\quad &\\&NH_{2}&\end{matrix}}}, acid α aminoglutaric (acid glutamic)

#### Aminoacizi diaminici și monocarboxilici
{\displaystyle {\begin{matrix}CH_{2}&-CH_{2}-CH_{2}-CH_{2}-&CH&-COOH\\|\quad &&|\quad &\\NH_{2}&&NH_{2}&\end{matrix}}}, acid α, ε diamino-capronic (lisină) 

### După alte grupări incluse

#### Aminoacizi hidroxilați
{\displaystyle {\begin{matrix}CH_{2}-&CH-&COOH\\|\quad &|\quad &\\OH&NH_{2}&\end{matrix}}}, acid α amino β hidroxi propanoic (serină) 

#### Aminoacizi tiolici
{\displaystyle {\begin{matrix}CH_{2}-&CH-&COOH\\|\quad &|\quad &\\SH&NH_{2}&\end{matrix}}}, acid α amino β tio propanoic (cisteină) 

## Proprietăți fizice
Aminoacizii sunt substanțe solide, cristalizate. Au puncte de topire foarte ridicate (P.t.>250 °C datorită legăturilor de H ce se stabilesc între grupările -COOH la moleculele vecine) și sunt solubili în H2O dar insolubili în compuși organici. Aminoacizii inferiori au gust dulce iar cei superiori au gust amar. Sunt incolori la temperatura camerei.

## Proprietăți chimice

### Caracter de amfion
Amfionii sunt structuri chimice care, în cadrul aceleeași molecule, conțin ambele tipuri de sarcini.
{\displaystyle {\begin{matrix}R-&CH-&C=O\qquad \\&|\quad &|\qquad \qquad \\&NH_{2}&O^{\delta -}\leftarrow H^{\delta +}\end{matrix}}\iff {\begin{matrix}R-&CH-&C=O\\&|\qquad &|\qquad \\&{}^{+}NH_{3}&O^{-}\quad \end{matrix}}}, în prezența H2O

### Caracter de amfion/Caracter amfoter
{\displaystyle {\begin{matrix}R-&CH-&COOH\\&|\quad \\&NH_{2}\end{matrix}}\ +\ H_{3}O^{+}\longrightarrow {\begin{matrix}R-&CH-&COOH\\&|\qquad &\\&{}^{+}NH_{3}&\end{matrix}}\ +\ H_{2}O}, cation al aminoacidului
{\displaystyle {\begin{matrix}R-&CH-&C=O\\&|\quad &|\qquad \\&NH_{2}&O-H\end{matrix}}\ +\ HO^{-}\longrightarrow {\begin{matrix}R-&CH-&C=O\\&|\qquad &|\qquad \\&NH_{2}&O^{-}\quad \end{matrix}}\ +\ H_{2}O}, anion al aminoacidului

### Soluții
Aminoacizii se folosesc la prepararea soluțiilor tampon. Acestea sunt soluțiile în care, dacă se adaugă o cantitate limitată (mică) de acid sau de bază, aceasta este neutralizată și pH-ul soluției nu se schimbă.

### Reacții caracteristice acizilor organici
Deoarece conțin gruparea carboxil, care este specifică acizilor carboxilici, aminoacizii reacționează la această grupare în același fel.

### Reacții caracteristice aminelor
Datorită grupării amino, care este specifică aminelor, conținută în moleculă, aminoacizii reacționează la această grupare în mod similar.

### Reacția de condensare
În timpul acestei reacții se formează legături noi între atomi ce aparțin la molecule distincte, numite legături peptidice. Rezultatul reacției sunt peptidele.